# Seven Mile (Ohio)
Seven Mile – wieś w Stanach Zjednoczonych, w stanie Ohio, w hrabstwie Butler.